# Dmitrij Karłagaczow
Dmitrij Eduardowicz Karłagaczow (ros. Дмитрий Эдуардович Карлагачёв; ur. 13 października 1998) – rosyjski snowboardzista, trzykrotny medalista mistrzostw świata.

## Kariera
Po raz pierwszy na arenie międzynarodowej pojawił się 15 marca 2014 roku w Ratschings, gdzie w zawodach Pucharu Europy zajął 49. miejsce w slalomie równoległym (PSL). W 2016 roku wystartował na mistrzostwach świata juniorów w Rogli, zajmując drugie miejsce w slalomie równoległym i gigancie równoległym (PGS). Podczas rozgrywanych dwa lata później mistrzostw świata juniorów w Cardronie zdobył srebrny medal w PGS.
W zawodach Pucharu Świata zadebiutował 15 grudnia 2017 roku w Cortina d’Ampezzo, zajmując 36. miejsce w gigancie równoległym. Na podium zawodów tego cyklu po raz pierwszy stanął 30 stycznia 2021 roku w Moskwie, wygrywając rywalizację w PSL. W zawodach tych wyprzedził Žana Košira ze Słowenii i Włocha Edwina Corattiego.
Podczas mistrzostw świata w Rogli zajął 22. miejsce w slalomie równoległym, a w gigancie równoległym został zdyskwalifikowany.

## Osiągnięcia

### Mistrzostwa świata
| Miejsce | Dzień   | Rok  | Miejscowość | Konkurencja       | Zwycięzca       |
| ------- | ------- | ---- | ----------- | ----------------- | --------------- |
| DSQ     | 1 marca | 2021 | Rogla       | Gigant równoległy | Dmitrij Łoginow |
| 22.     | 2 marca | 2021 | Rogla       | Slalom równoległy | Benjamin Karl   |

### Puchar Świata

#### Miejsca w klasyfikacji generalnej PAR
- sezon 2017/2018: 77.
- sezon 2018/2019: 25.
- sezon 2019/2020: 20.
- sezon 2020/2021: 11.
- sezon 2021/2022:

#### Miejsca na podium w zawodach
1. Moskwa – 30 stycznia 2021 (slalom równoległy) – 1. miejsce